# Henk Krol
Henricus Cornelis Maria "Henk" Krol (phát âm tiếng Hà Lan: [ɦɛnˈrikʏs kɔrˈneːlɪs maːˈriaː ˈɦɛnk ˈkrɔl]; sinh ngày 1 tháng 4 năm 1950) là một nhà báo, nhà xuất bản, doanh nhân, nhà hoạt động và chính khách người Hà Lan của 50PLUS. Ông là lãnh đạo nghị viện của Partij voor de Toekomst (Đảng vì tương lai) tại Hạ viện và là thành viên của Hạ viện kể từ ngày 10 tháng 9 năm 2014. Ông từng là lãnh đạo của 50PLUS nhưng đã rời bỏ họ do những bất đồng với phần còn lại của đảng hàng đầu. Krol là người lãnh đạo của Partij voor de Toekomst kể từ ngày 3 tháng 5 năm 2020.

## Trang trí
- Hiệp sĩ của Huân chương Orange-Nassau (Hà Lan, 1999)